# Церковь Иоанна Златоуста (Воскресенск)
Церковь Иоанна Златоуста — приходской православный храм в городе Воскресенске Московской области. Относится к Коломенской епархии Русской православной церкви.

## История
Храм был построен в 1761 году «…тщанием и иждивением Московского Златоустовского монастыря» вместo обветшавшего деревянного храма. Запись о деревянной церкви сохранилась в «Писательской Книге Коломенского уезда письма и меры Семёна Усова да подьячего Герасима Михайлова» Коломенского уезда 1626—1628 годов:
Вотчина Златоустовского монастыря, что на Москве… Село Новлянское на берегу Москвы-реки, а в нём церковь Воскресения Христова да придел Николы Чудотворца древяна клетцки. В селе ж двор монастырский, двор служень, а в нём живут детёныши. У церкви двор попа Ивана Терентева, двор дьячок Демка Дементьев, двор просвирница Домница; двор пономарь Осипко Самсонов.
Проект нового каменного храма был разработан специально архитектором Иваном Фёдоровичем Мичуриным, работавшим над Златоустовским монастырём. И. Ф. Мичурин тогда являлся архитектором духовного ведомства.
Первоначально церковь выглядела скромнее: колокольни не было, а трапезная и притвор имели иной вид. Перестройка и достройка церкви начались почти через 100 лет, и, скорее всего, в работах принимал участие архитектор Михаил Иванович Бове. В 1855 году на средства прихожан была пристроена колокольня и расширена трапезная. В 1856 году к храму пристроили сторожку. В 1859 году были освящены престолы в трапезной Рождества Богородицы (справа) и Николая Чудотворца (слева). В 1865 году начались работы по обновлению интерьера церкви.
В 1863 году вокруг храма была построена ограда с фигурными кирпичными столбами и решетчатыми металлическими пряслами. В 1865 году начались работы по обновлению интерьера церкви. Был обновлён центральный престол, заменены иконостасы. В том же году престол был академически расписан масляной краской.
С 1910 года Александр Цветков являлся настоятелем храма. 21 сентября 1937 года Цветков был расстрелян на Бутовском полигоне. В том же году храм был закрыт. Но благодаря старосте села Новлянское всё его убранство сохранилось. Женщина и её помощники засыпали притвор зерном так, что нельзя было войти в храм. Церковь была вновь открыта в 1946 году.
На территории храма находится часовня, где покоится схимонахиня Нила. Хотя официально она не канонизирована церковью, местные верующие считают её «человеком святой жизни». В церкви находится некрополь, где захоронены священники и прихожане, служившие и работавшие здесь.
В 1999 году при храме была организована воскресная школа. В 2015 году были открыты Библейско-Богословские курсы имени преподобного Сергия Радонежского. В том же году здесь был открыт памятник Борису Львовичу Кагану, который считается первым врачом Воскресенска.